# Alectríon
Alectríon(Grec antic: ἀλεκτρυών) significa "gall" en Grec Antic.
A la mitologia grega, Alectríon era un soldat jove que va ser assignat pel déu Ares per vigilar, fent guàrdia fora de la porta de la seva cambra, mentre aquest gaudia d'un amor il·lícit amb la deessa Afrodita. Tanmateix, Alectríon va adormir-se i el déu solar Hèlios els va descobrir a la matinada. Aleshores, Hèlios va alertar Hefest, marit d'Afrodita, de la infidelitat de la seva muller. Hefest, furiós, va anar a cercar-los i, per sorpresa, va caçar els amants amb una xarxa i els va mostrar a tots els altres déus, per avergonyir-los.
Ares, enfadat perquè Alectríon no havia fet bé la seva feina de vigilant, va castigar-lo convertint-lo en un gall. I és per aquest motiu que el gall és un animal que mai oblida anunciar l'arribada del sol de bon matí amb el seu cant. Alectríon va esdevenir símbol del gall i el déu dels pollastres i dels galls i, per tant, té cura de tots els pollastres i els galls.
Els termes Alectríon i Alcíon podrien relacionar amb el terme Halaka, una de les denominacions en persa antic per referir a l'astre sol. Als textos sagrats del zoroastrisme coneguts com a Vendidad es diu que l'ocell sagrat Parodars, anomenat pels homes kahrkatak, alçava el seu cant a la matinada; i al Bundehasb, el sol és anomenat Halaka, el gall, l'enemic de la foscor i del mal, els quals fugen abans del seu cant matiner.
Segons Llucià, Alectríon era considerat un efeb o "noi adolescent, que pertanyia a Ares, i que feia companyia al déu en les festes alcohòliques i era el seu amant".
A la Ilíada hi ha un altre Alectríon, pare de Leit, cap dels beocis.